# Георгиева, Диляна
Диляна Георгиева (болг. Диляна Георгиева; род. 18 февраля 1965, Пазарджик) — болгарская гимнастка (художественная гимнастика, индивидуальное многоборье). Неоднократная чемпионка мира и Европы. Одна из «золотых девушек».

## Биография
Диляна Георгиева родилась в спортивной семье. Её отец начал спортивную карьеру как гимнаст, завершил футболистом. Мать Диляны, Виолетта выступая за сборную Болгарии по художественной гимнастике, участвовала в первом чемпионате мира 1963 в этом виде спорта (девичья фамилия — Бечцийска). 
Основы художественной гимнастики Диляна узнала у своей матери, тренируясь в родном городе. Уже в 15 лет она переезжает в Софию, где её принимают в национальную сборную Болгарии по художественной гимнастике. Её спортивная карьера была не очень долгой, но крайне успешной. В течение 5 лет она дважды становилась абсолютной чемпионкой мира, что было вдвойне сложнее, учитывая острую конкуренцию внутри болгарской сборной, в которую помимо Георгиевой в то время входили такие блестящие гимнастки как Илиана Раева, Лилия Игнатова и Анелия Раленкова.
Одним их секретов успеха Диляны Георгиевой была чрезвычайно прочная психологическая устойчивость, что давало возможность полностью раскрыться её техническим и артистическим способностям.
В настоящее время живёт в Новой Зеландии, работает тренером.

## Спортивные результаты
Участвовала на Чемпионате мира по художественной гимнастике 1983 года, завоевав золотые медали.
На Чемпионате Европы по художественной гимнастике 1984 заняла третье место, завоевав две золотые медали.
Завоевала золотую медаль на Чемпионате мира по художественной гимнастике 1985 года.
Завершила карьеру в 1985 году.